# 姜大衛
姜 大衛（チャン・ダーウェイ、英語名：デビッド・チャン、ジョン・チャン、1947年6月29日 - ）は、香港の映画俳優、映画監督。

## 来歴
上海生まれ。父母と叔父がともに俳優という演劇家系に生まれた。また、兄の秦沛（チン・プイ）と異父弟の爾冬陞（イー・トンシン）、妻の李琳琳、そして娘の姜依蘭・姜依文と息子の姜卓文（ジョン・チャン・ジュニア）は、いずれも香港の俳優である。姜依蘭は2007年にテレビ俳優の曹永廉と結婚した。
3歳のときに香港に移住し、4歳で映画に初出演。12歳で『江山美人』に出演している。
1966年（昭和41年）、ショウ・ブラザーズに武術指導員として加入、大監督張徹（チャン・ツェー）の目にとまり、『遊侠児』で主演。
1970年（昭和45年）、『ヴェンジェンス/報仇』にて香港映画の最高賞を獲得。このころが彼の全盛期で、主にティ・ロンと組み、数十作の映画に主演し、「アジアの映画王」（亜州影帝）と呼ばれるほどの人気を得た。1970年代末には映画の演出も務めた。
1974年（昭和49年）、コメディー作品『怪人怪事』(英題：A Mad World of Fools)を監督・主演。以後、監督業を本格化、兄の秦沛と異父弟の爾冬陞と合同して製作した古典的な武侠映画の『猫頭鷹』、喜劇映画『無厘頭』など硬軟取り混ぜて断続的に映画を撮り続け、『聴不到的説話』や『黒雪』、『不一様的媽媽』などの作品を残した。
1980年（昭和55年）以降、テレビにも活躍の場を広げる。
1994年（平成6年）、TV時代劇ドラマ『再見亦是老婆』で、主演の陳秀雯の夫役を演じた。
1990年代末からの香港映画界の不振により活動も徐々に減ってきており、近年は妻の李琳琳一家とカナダに居を移し、香港との往復で映像作品に関わっている。

## 主な出演作品
- 1959年

『江山美人』
- 1960年

『街童』
- 1962年

『好事成雙』
- 1968年

『大女侠』（原題：金燕子）
『獨臂刀王』
- 1969年

『死角』
『鉄手無情』
『保鏢』
- 1970年

『挿翅虎』
『ヴェンジェンス/報仇』（原題：報仇 Vengeance）
『遊侠児』
『小星』
- 1971年

『復讐武侠客』（原題：雙侠）
『無名英雄』
『大決闘』
『フィスト・バトル 拳撃』（原題：拳撃）
『新・片腕必殺剣』（原題：新獨臂刀）
『上海ドラゴン英雄拳』（原題：馬永貞）
- 1972年

『水滸伝』（原題：水滸傳）
『続・拳撃 悪客』（原題：惡客）
『四騎士』（原題：四騎士）
『年軽人』
『叛逆』
『群英会』
- 1973年

『大海盗』
『叛逆』
『英雄十三傑』（原題：十三太保）
『水滸伝 杭州城決戦』（原題：蕩寇志）
『ブラッド・ブラザース 刺馬』（原題：刺馬）
『ドラゴンvs7人の吸血鬼』（原題：七金屍）
『馬路小英雄』
- 1974年

『朋友』
『五虎将』
『怪人怪事』
- 1975年

『新・少林寺列伝』（原題：少林五祖）
『傾国傾城』
『馬可波羅』
『七面人』
『後生』
『的士大佬』
- 1976年

『八道楼子』
『激突!少林拳対忍者』（原題：飛刀又見飛刀）
『死囚』
『少林寺列伝』（原題：少林寺）
『続・嵐を呼ぶドラゴン』（原題：方世玉與胡惠乾）
- 1977年

『決殺令』
『江湖漢子』
『海軍突撃隊』
『三少爺的剣』
『火鳳凰1977』
- 1978年

『激突!蟷螂拳』（原題：螳螂）
『地獄』
『第三類打闘』
『十字鎖喉手』
『水月門』
『孔雀王朝』
- 1979年

『少林寺英雄伝』（原題：少林英雄榜）
『踢館』
- 1981年

『猫頭鷹』※監督兼任
- 1982年

『魔界天使』（原題：小生怕怕）
- 1983年

『アラン・タムの活劇 盗聴大作戦』（原題：少爺威威　PLAY CATCH）
- 1984年

『上海・13』（原題：上海灘十三太保）
『上天救命』
- 1986年

『デブゴンの霊幻刑事』（原題：霹靂大喇叭）
『奪寶計上計』
『老娘夠騒』
- 1986年

『逆噴射おもしろ家族 宝くじには御用心』（原題：富貴迫人）
- 1987年

『天使行動』（原題：天使行動）
- 1988年

『タイガー・オン・ザ・ビート』（原題：老寅出更）
- 1989年

『ワイルド・ヒーローズ 暗黒街の狼たち』（原題：義胆群英）
『開心巨無覇』
- 1992年

『ワンス・アポン・ア・タイム・イン・チャイナ 天地大乱』（原題：黄飛鴻之II）
『果てぬ想い 醒夢季節』（原題：夢醒時分）
『ツイン・ドラゴン』（原題：雙龍会）
- 1993年

『ドラゴン/ブルース・リー物語』（原題：DRAGON: THE BRUCE LEE STORY）
- 1994年

『94'獨臂刀之情』
- 1995年

『復讐のプレリュード』（原題：大冒険家）
- 1999年

『恋恋瓊瑤』※監督兼任
『超速伝説 ミッドナイト・チェイサー』（原題：烈火戰車2 極速傳説）
- 2003年

『スター・ランナー』（原題：少年阿虎）
- 2005年

『エレクション（黒社会）』（原題：黒社会）
- 2006年

『デイジー』
- 2013年

『天台』
- 2014年

『カンフー・ジャングル』
- 2019年

『ジェイド・ダイナスティ 破壊王、降臨。』

## 監督作品
- 1974年『怪人怪事 A Mad World of Fools』
- 1981年『猫頭鷹』
- 1984年『大内群英 Dynasty』
- 1986年『聴不到的説話』
- 1987年『不是冤家不聚頭』
- 1988年『雙肥臨門』
- 1989年『我要富貴』
- 1991年『黒雪』
- 1995年『不一様的媽媽』
- 1999年『恋恋瓊瑤』

## TV作品
- 1980年

『武侠帝女花』※監督
- 1982年

『英雄争覇』
『琥珀青龍』※監督
『雄覇天下』
- 1989年

『刺馬』
- 1990年

『大内群英』※監督
- 1993年

『射鵰英雄伝　The Mystery of the Condor Hero』
- 1994年

『九陰真経』
『再見亦是老婆』
- 1995年

『都是有情人』
『天降奇縁』
- 1996年

『乾隆大帝』
- 1997年

『雪花神剣』
- 1998年

『流氓律師　A LAWYER CAN BE GOOD』
- 2000年

『快活谷』
『鏡花縁傳奇』
『スウォーズマン 笑傲江湖』（原題：笑傲江湖）
- 2001年

『非常好警』
『新蜀山剣侠』
『陸小鳳之決戦前後』
- 2004年

『水月傳奇 第一部』
- 2005年

『水月傳奇 第二部』
- 2007年

『狂刀無痕』
『鏢行天下』